# Донованови дечаци
Донованови дечаци је 59. епизода стрип серијала Кен Паркер објављена у Лунов магнус стрипу бр. 792. Објавио ју је Дневник из Новог Сада у августу 1988. године. Имала је 94 стране и коштала 750 динара (0,25 $; 0,47 DEM). Епизоду је нацртао Карло Амбросини, а сценарио написао Ђанкарло Берарди. За насловницу је узета оригинална Милацова насловница из 1984. год.

## Оригинална епизода
Оригинална епизода објављена је 19.05.1984. год. под насловом I ragazzi di Donovan. Издавач је била италијанска кућа Cepim (касније промењено име у Sergio Bonelli Editore). Имала је 96 страна и коштала 1.000 лира.

## Кратак садржај
Након што је у претходној епизоди (ЛМС-784) убио полицајца, Кен бежи од полиције. Рањеног Кена проналази група дечака ситних лопова под вођством старијег дечака Донована. Дечаци га скривају и помажу му да се опорави. Међутим, полиција је расписала потерницу та Кеновом главом на 2.000 $. Са таквом ценом, Кена је све теже чувати у свету сиромашних.

### Нелогичност у сценарију
Дечаци помажу Кену јер је рањен током протеста. Међутим, на самом крају претходне епизоде, када се опраштао од Бел и Тедија, Кен није био рањен.

## Последња епизода за Cepim
Ово је последња епизода едиције за издавачку кућу Cepim. Након проблема са кашњењем епизоде Шпијун (осам месеци), ауторима је било све теже да поштују рокове и обим које им је наметала издавачка кућа, па су одлучили да обуставе сарадњу. Наредна епизода Нормин принц појавила се у оквиру магазина Orient Express за издавачку кућу L'Isola Trovata у јулу 1984. год. Од ове епизоде број страна по епизоди варира од епизоде до епизоде. (Рецимо, епизода Нормин принц имала је 120 страна, а Где умиру титани 61, а Ледени дах свега 45. Варирала је и брзина изкажења, тако да је епизода Нормин принц објављивана у шест месечних наставака, а епизода Ледени дах у четири. Најдуже је објављивана епизода Уздах и сан (пет делова; две године).

## Претходна и наредна епизода
Овој епизоди претходила је епизода Шпијун (ЛМС-784), а после ње изашла је епизода Санта Фе експрес (ЛМС-806).
У оригиналној серији, након ове епизоде долази епизода Нормин принц (која је у Србији изашла тек 2002. године). Дневник је у 1989. години објавио још три епизоде Кен Паркера (ЛМС-806, 840. и 845), али су оне у Италији хронолошки све обављене пре ове епизоде.